# 麥樂倫
麥樂倫（英語：John MacLennan；1950年10月3日—1980年1月15日）是英籍香港督察，1973年加入香港警隊。1977年，在政治部人事審查組工作，有機會接觸一個謠傳有同性戀活動的人士的檔案（後來指該些檔案可能涉及一些高級公務員）。1977年4月12日，他離開警隊，希望在英國發展。1978年3月25日，重返香港警隊，與政府簽訂兩年半的僱用合約。
1978年7月，他結識一名18歲本地青年劉偉堂，在元朗警察宿舍數度侵犯他不遂，其後劉向友人曾健豪提及此事。曾轉告其父曾成。曾成爲退役警長，在取得劉的同意後，向元朗警署舉報此事。警方於1980年1月3日檢控麥樂倫8項粗獷性行為罪。1980年1月15日，麥樂倫督察被發現反鎖何文田警察宿舍內，身中5槍身亡。傳言指由於麥樂倫有機會接觸過涉及公務員的資料，警方高層為掩蓋警隊內的同性戀醜聞，決定向麥樂倫施壓逼其自殺，又或「殺人滅口」。
3月12日死因裁判法庭陪審團以二比一的多數，裁定麥樂倫是死因不明。5月23日，律政司發表的新聞稿中卻說有充分証據証明麥樂倫是自殺身亡的。
麥樂倫五槍案在社會上引起了很大的迴響。因事件涉及外籍高官，各大英文報章更是大篇幅地追查此案，慢慢社會上形成一股銳不可擋的輿論壓力，促使政府於7月8日成立調查委員會(由楊鐵樑出任法官)。調查委員會在134日的聆訊中，共有110名證人出庭作供，共有57份供詞，證供謄本多達13,000多頁，最終裁定麥樂倫死於自殺。
麥樂倫五槍案激發起香港同性戀者採取行動，推動同性戀非刑事化運動。

## 後繼
- 法律改革委員會出版「有關同性戀行為之法律研究報告書」[2]
- 1990年7月 立法局以31票對13票通過「同性戀行為非刑事化」[3]。1991年生效。
- 香港同志督察「被自殺」，啟發倫敦舞台劇《幕後》 （页面存档备份，存于）
- 議員插手尋殺警真相 促設獨立調查委員會 （页面存档备份，存于）